# Fractovitellida
Ordre
Les Fractovitellida sont un ordre d'amibozoaires (amibes) de la classe des Variosea.

## Étymologie
Le nom Fractovitellida est dérivé du latin fractus « cassé », et vitellum « jaune d'œuf », en référence à l'apparence des nucléoles des espèces de cet ordre, qui ressemblent à des « œufs sur le plat ».

## Description
Les Fractovitellida regroupe des amibes uninucléées (c'est-à-dire ne contenant qu'un seul noyau), sans coloration, irrégulièrement triangulaires avec des sous-pseudopodes hyalins pointus, des nucléoles lobés et montrant une absence de centre d'organisation microtubulaire (MTOC).

## Liste des familles
Selon IRMNG (4 mars 2025) :
- Schizoplasmodiidae Shadwick & Spiegel in Adl et al., 2012
  - synonyme :  Schizoplasmodiidae Cavalier-Smith, 2013
  - genre type : Schizoplasmodium L.S. Olive & C. Stoianovitch, 1966
- Soliformovidae Lahr & Katz in Lahr et al., 2011
  - synonyme : Soliformovidae Cavalier-Smith, 2013
  - genre type : Soliformovum Spiegel, 1994
    - espèce type : Soliformovum irregularis (Olive & Stoianovich, 1969) Spiegel, 1994

## Systématique
Le nom valide complet (avec auteur) de ce taxon est Fractovitellida Lahr (d) & Katz (d) in Lahr et al., 2011.

## Publication originale
- (en) Daniel J. G. Lahr, Jessica Grant, Truc Nguyen, Jian Hua Lin et Laura A. Katz, « Comprehensive phylogenetic reconstruction of Amoebozoa based on concatenated analyses of SSU-rDNA and actin genes », PLoS ONE, vol. 6, no 7,‎ 2011 (ISSN 1932-6203, lire en ligne, consulté le 4 mars 2025).